# Ziesar

Luftbildpanorama Ziesar

Ziesar ([t͡siˈeːzaː] ⓘ) ist eine Stadt im brandenburgischen Landkreis Potsdam-Mittelmark und Sitz des Amtes Ziesar. Ihr Wahrzeichen ist die Burg Ziesar.

## Geografie

Karte von Ziesar

Die Stadt Ziesar liegt im äußersten Westen des Landes Brandenburg und des Landkreises Potsdam-Mittelmark. Das westlich liegende Paplitz gehört zur Stadt Genthin im Landkreis Jerichower Land des Landes Sachsen-Anhalt. An Ziesar grenzen im Norden die Gemeinde Rosenau, im Osten Wenzlow und im Südosten Gräben und Görzke. Südlich liegt die Gemeinde Buckautal und im Südwesten das wiederum zu Sachsen-Anhalt gehörende Möckern. Eine kleine Exklave, deren östlicher Teil zur Stadt Ziesar gehört, liegt im Stadtgebiet Möckerns in Sachsen-Anhalt (ihr westlicher Teil gehört ebenso wie vier benachbarte brandenburgische Exklaven zur Gemeinde Buckautal), und umgekehrt gibt es eine Enklave, die zu Möckern gehört, in Ziesars Stadtgebiet.
Ziesar liegt unmittelbar am Nordhang des Flämings. Nördlich von Bücknitz gehören weite Flächen zum Fiener Bruch, das zum Baruther Urstromtal zählt. Im südlichen Bereich des Urstromtals wurde durch eiszeitliche Schmelzwässer ein sandiger Schwemmkegel aufgespült, auf welchem sich die Bücknitzer Heide, ein Kiefernwald, entwickelte. Fließgewässer im Gebiet der Stadt Ziesar sind die zur Havel entwässernde Buckau mit ihren Nebenflüssen Geuenbach, Kirchenheider Bach, Strynzelbach, Strepenbach und Litzenbach. Der Kobser Bach beziehungsweise der Buckauer Hauptgraben fließt unmittelbar durch die Kleinstadt.

## Stadtgliederung
Neben der Kernstadt gehören folgende Ortsteile zu Ziesar:
- Bücknitz
- Glienecke
- Köpernitz

Bewohnte Gemeindeteile sind Grebs und Herrenmühle, Wohnplätze der Stadt sind Eulenmühle und Kobser Mühle.

## Geschichte

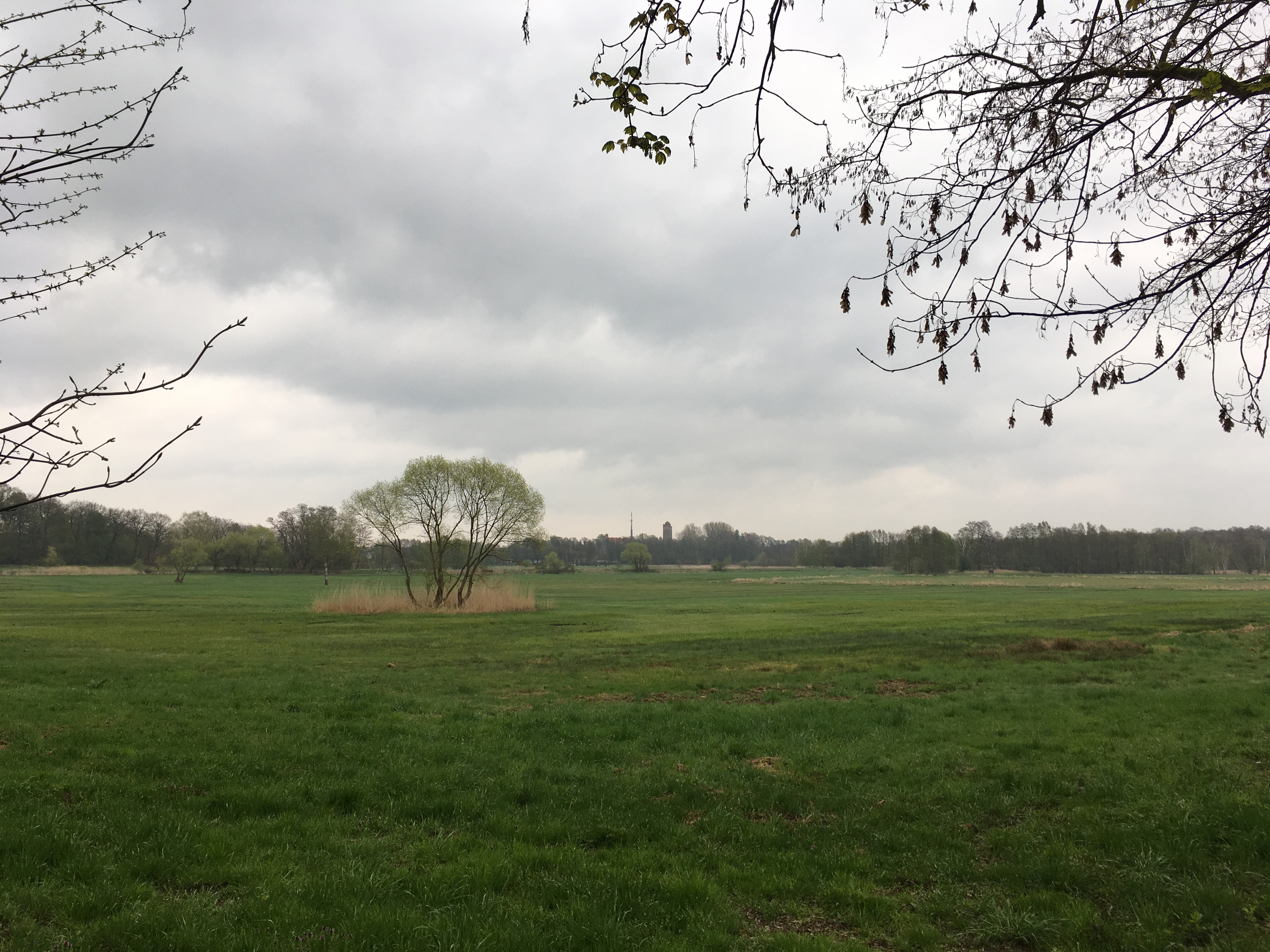
Alter See in Ziesar

Der Name der Stadt leitet sich aus dem Polabischen ab. Za jezero bedeutet „hinter dem See“. Damit ist eine Fläche südlich der Burg gemeint, in der zu einer früheren Zeit ein rund 2 km langer und rund 1,5 km breiter See lag, der von Quellen südlich der Stadt gespeist wurde. Durch Trockenlegungen wurde der See entwässert und ab 1880 als Mähwiese und Viehweide genutzt. Jezer taucht in mehreren Ortsnamen der Umgebung auf, wie beispielsweise bei Ferchesar und Hohenferchesar.

### 10. bis 13. Jahrhundert

Ziesar im Hochstift Brandenburg

Die Geschichte des Ortes ist eng mit Brandenburg an der Havel, dem Bistum und dem Hochstift Brandenburg, dem Reichsfürstentum des Bischofs von Brandenburg verbunden. Ziesar wurde erstmals im Jahr 948 als Ezeri urkundlich erwähnt, auch Secezere. Es handelt sich dabei um eine von Otto I. erstellte Urkunde, in der der Ort dem Hochstift Brandenburg übertragen wurde. Ziesar lag bis 1571 im Hochstift Brandenburg und war darüber de jure nicht Teil der Mark Brandenburg. Ziesar lag an der alten Heerstraße Brandenburg–Magdeburg.
Bereits ab dem Jahr 1226 sind Brüder des 1210 gegründeten Franziskanerordens in Ziesar nachgewiesen. Der Fürstbischof Gernand von Brandenburg unterstützte die Ansiedlung. Der Ziesarer Pfarrer Helias (magister Helyas, plebanus de Secezere, gestorben 1237), seinem Titel „Magister“ nach ein gelehrter Priester, stiftete das Kloster Ziesar, das aber bald nach Brandenburg an der Havel verlegt wurde, weil es in Ziesar kriegerische Unruhen gegeben hatte. Der erste Besuch eines Bischofs von Brandenburg ist 1214 belegt, er ließ dort im Folgejahr eine Fürstenversammlung stattfinden.
Ziesar gewann an Bedeutung, nachdem der brandenburgische Bischof Ludwig von Neindorf die Burg Ziesar zu seiner festen Residenz ausbauen ließ. Der im 13. Jahrhundert entstandenen Heilig-Kreuz-Pfarrkirche gliederte er ein Kloster der Zisterzienserinnen an.  Von 1327 bis etwa 1560 war Ziesar Sitz der Bischöfe von Brandenburg und Residenzstadt. Das Stadtrecht wurde vermutlich 1373 erteilt. Um 1400 wurde die Stadt befestigt, es entstanden Wälle, Gräben und vier Stadttore.

### 14. bis 19. Jahrhundert
1555 bauten die Stadtväter ein Gemeindehospital. Zwei Zerstörungen erlitt der Ort im Dreißigjährigen Krieg. Nach der Reformation war die Burg Ziesar von 1570 bis 1820 der Sitz eines kurfürstlichen Amtes. Durch den innerpreußischen Gebietstausch mit Luckenwalde gehörte die Stadt seit 1773 zum Herzogtum Magdeburg und lag im damaligen Ziesarschen Kreis. Im Jahr 1624 wurden bei Ziesar Tonvorkommen entdeckt. Dieser Rohstoff bot die Grundlage zur Entwicklung einer Tonwarenindustrie, die bis ins 20. Jahrhundert hinein zu den wichtigen Erwerbszweigen der Stadt gehörte. Einen weiteren wirtschaftlichen Aufschwung brachte der Anschluss an die Poststrecke von Berlin über Brandenburg und Ziesar nach Kleve. 1673 brannte das Rathaus der Stadt ab. In den Jahren 1860 bis 1872 restaurierten Baumeister die Heilig-Kreuz-Kirche. Die Stadt profitierte vom Anschluss an die Chausseen, der in den Jahren 1860 bis 1873 vorgenommen wurde. 1896/1897 errichteten die Stadtväter den Westbahnhof und nahmen eine Kleinbahn in Betrieb.

### 20. bis 21. Jahrhundert
Im Jahr 1900 eröffnete ein Armenhaus am Petritor. Sechs Jahre später erhielt Ziesar den Anschluss an das elektrische Stromnetz; ebenso eröffnete eine Schule. Von 1911 bis 1916 wurde die Kleinbahn so umgebaut, dass sie einen Anschluss an die Normalspurbahnen erhielt. 1913 eröffnete das Amtsgericht; 1916 der Hauptbahnhof. Im Jahr 1936 erhielt Ziesar einen Anschluss an die neu eröffnete Autobahn von Hannover nach Berlin. 1945 eroberte die Rote Armee die Stadt. Nach Ende des Zweiten Weltkrieges wurden in der Burg Flüchtlinge untergebracht.
Im Jahr 1993 wurde in Ziesar ein Münzschatz aus der Regierungszeit Friedrichs des Großen geborgen. Im gleichen Jahr wurde auch wieder ein Amt Ziesar errichtet, dessen Verwaltung auf dem Burggelände ansässig ist. Die Orte Bücknitz, Glienecke und Köpernitz wurden am 1. März 2002 eingemeindet.

### Verwaltungszugehörigkeit
- 0948–1571 Hochstift Brandenburg
- 1571–1773 Zauchischer Kreis (Kurfürstentum Brandenburg)
- 1773–1816 Ziesarscher Kreis (Herzogtum Magdeburg)
- 1816–1947 Landkreis Jerichow I (Provinz Sachsen, Preußen)
- 1947–1950 Landkreis Jerichow I (Land Sachsen-Anhalt)
- 1950–1952 Landkreis Burg (Land Sachsen-Anhalt)
- 1952–1990 Kreis Brandenburg-Land (Bezirk Potsdam)
- 1990–1993 Landkreis Brandenburg (Land Brandenburg)
- seit 1993 Landkreis Potsdam-Mittelmark (Land Brandenburg)

### Eingemeindungen
Die Orte Bücknitz, Glienecke und Köpernitz wurden am 1. März 2002 eingemeindet.

## Bevölkerungsentwicklung
| Jahr | Einwohner |
| ---- | --------- |
| 1875 | 2 790     |
| 1890 | 2 679     |
| 1910 | 2 578     |
| 1925 | 2 513     |
| 1933 | 2 502     |
| 1939 | 2 782     |

| Jahr | Einwohner |
| ---- | --------- |
| 1946 | 3 598     |
| 1950 | 3 707     |
| 1964 | 2 954     |
| 1971 | 2 647     |
| 1981 | 2 501     |
| 1985 | 2 451     |

| Jahr | Einwohner |
| ---- | --------- |
| 1990 | 2 394     |
| 1995 | 2 233     |
| 2000 | 2 189     |
| 2005 | 2 806     |
| 2010 | 2 553     |
| 2015 | 2 451     |

| Jahr | Einwohner |
| ---- | --------- |
| 2020 | 2 503     |
| 2021 | 2 514     |
| 2022 | 2 408     |
| 2023 | 2 397     |
| 2024 | 2 389     |

Gebietsstand des jeweiligen Jahres, Einwohnerzahl: Stand 31. Dezember (ab 1991), ab 2011 auf Basis des Zensus 2011, ab 2022 auf Basis des Zensus 2022

## Religion
Zur evangelischen Kirchengemeinde Ziesar gehört die St.-Crucis-Kirche. Die Kirchengemeinde Ziesar gehört zum Pfarrbereich Wollin im Kirchenkreis Elbe-Fläming der Evangelischen Kirche in Mitteldeutschland.
Die Katholiken in Ziesar feiern ihre Gottesdienste in der Burgkapelle St. Peter und Paul, sie gehören zur Pfarrei Genthin. Im Zuge der Flucht und Vertreibung Deutscher aus Mittel- und Osteuropa 1945–1950 vergrößerte sich die Zahl der Katholiken im seit der Reformation protestantisch geprägten Ziesar erheblich. 1946 begann in Ziesar, deren Katholiken bisher zur Filialvikarie Loburg gehörten, die Gründung einer katholischen Kirchengemeinde. Ihre Gottesdienste fanden zunächst in der evangelischen St.-Crucis-Kirche statt, seit der 1951/52 erfolgten Renovierung der Burgkapelle in dieser. Mit der 2010 erfolgten Fusion von Kirchengemeinden im Bistum Magdeburg ging die Kirchengemeinde Ziesar in der Pfarrei Genthin auf.
Die Neuapostolische Kirche ist in Ziesar mit einer Gemeinde vertreten, diese wechselte 2018 von der Neuapostolischen Kirche in Nord- und Ostdeutschland zur Neuapostolischen Kirche Berlin-Brandenburg.

## Politik

### Stadtverordnetenversammlung
Die Stadtverordnetenversammlung von Ziesar besteht entsprechend der Einwohnerzahl der Stadt aus 12 Stadtverordneten und dem ehrenamtlichen Bürgermeister. Die Kommunalwahl am 9. Juni 2024 führte bei einer Wahlbeteiligung von 61,9 % zu folgendem Ergebnis:
| Partei / Wählergruppe                        | Stimmenanteil 2019 | Sitze 2019 |  | Stimmenanteil 2024 | Sitze 2024 |
| -------------------------------------------- | ------------------ | ---------- |  | ------------------ | ---------- |
| CDU                                          | 34,2 %             | 4          |  | 36,2 %             | 4          |
| SPD                                          | 41,6 %             | 5          |  | 23,8 %             | 3          |
| AfD                                          | –                  | –          |  | 21,0 %             | 2          |
| Freie Bürger und Bauern (FBB)                | 24,2 %             | 3          |  | 08,5 %             | 1          |
| Interessengemeinschaft der kleinen Ortsteile | –                  | –          |  | 08,1 %             | 1          |
| Einzelbewerber Bernd Gobel                   | –                  | –          |  | 02,5 %             | –          |
| Insgesamt                                    | 100 %              | 12         |  | 100 %              | 11         |

Bei der Wahl 2024 entfielen auf die AfD drei Sitze, von denen einer unbesetzt bleibt, weil die Partei nur zwei Kandidaten nominiert hatte.

### Bürgermeister
- 1998–2022: Dieter Sehm (SPD)[22]
Sehm wurde in der Bürgermeisterwahl am 26. Mai 2019 mit 60,4 Prozent der gültigen Stimmen gewählt.[23] Ende Juni 2022 trat er aus gesundheitlichen Gründen zurück.[24]
- seit 2022: René Mertens (CDU)
Mertens wurde bei der Bürgermeisterwahl am 9. Juni 2024 bei einem Gegenkandidaten mit 67,8 % der gültigen Stimmen gewählt.[25] Seine Amtszeit beträgt fünf Jahre[26]

### Wappen
| Wappen von Ziesar | Blasonierung: „In Rot zwei gekreuzte, goldene Schlüssel, der Bart des stehenden nach rechts, der des linkshin liegenden nach oben gewendet.“ |
| Wappen von Ziesar | Wappenbegründung: Die Figuren des Wappens von Ziesar gehen offenbar auf ihren einstigen geistlichen Besitzer Bischof Dietrich von Brandenburg zurück. Dies ist das Wappen des Bistums Brandenburg, dem der Ort schon bei seiner Gründung Mitte des 10. Jahrhunderts zugeteilt worden war. Das SIGILLUM CIVITATIS SIGEZER des 14. Jahrhunderts zeigt den Schlüsselschild wie hier abgebildet, manchmal wechselt die Stellung auch; im 18. Jahrhundert kommen die Schlüssel auch schräggekreuzt vor. Hupp allerdings tingiert das Wappen in Rot mit zwei gekreuzten silbernen Schlüsseln. Das Wappen wurde am 22. Januar 1999 durch das Ministerium des Innern genehmigt. |

## Sehenswürdigkeiten und Kultur
In der Liste der Baudenkmale in Ziesar und in der Liste der Bodendenkmale in Ziesar stehen die in der Denkmalliste des Landes Brandenburg eingetragenen Kulturdenkmale.

### Bauwerke

#### Stadtkirche St. Crucis
Die evangelische Kirche St. Crucis wurde am Anfang des 13. Jahrhunderts als spätromanische Saalkirche und Kreuzkirche aus Feldsteinen erbaut. An das ehemals mit einer Holzbalkendecke versehene Hauptschiff schließt sich ein niedriges Chorquadrat mit halbrunder Apsis an. Im Laufe der Jahrhunderte kam es zu mehreren Umbauten.

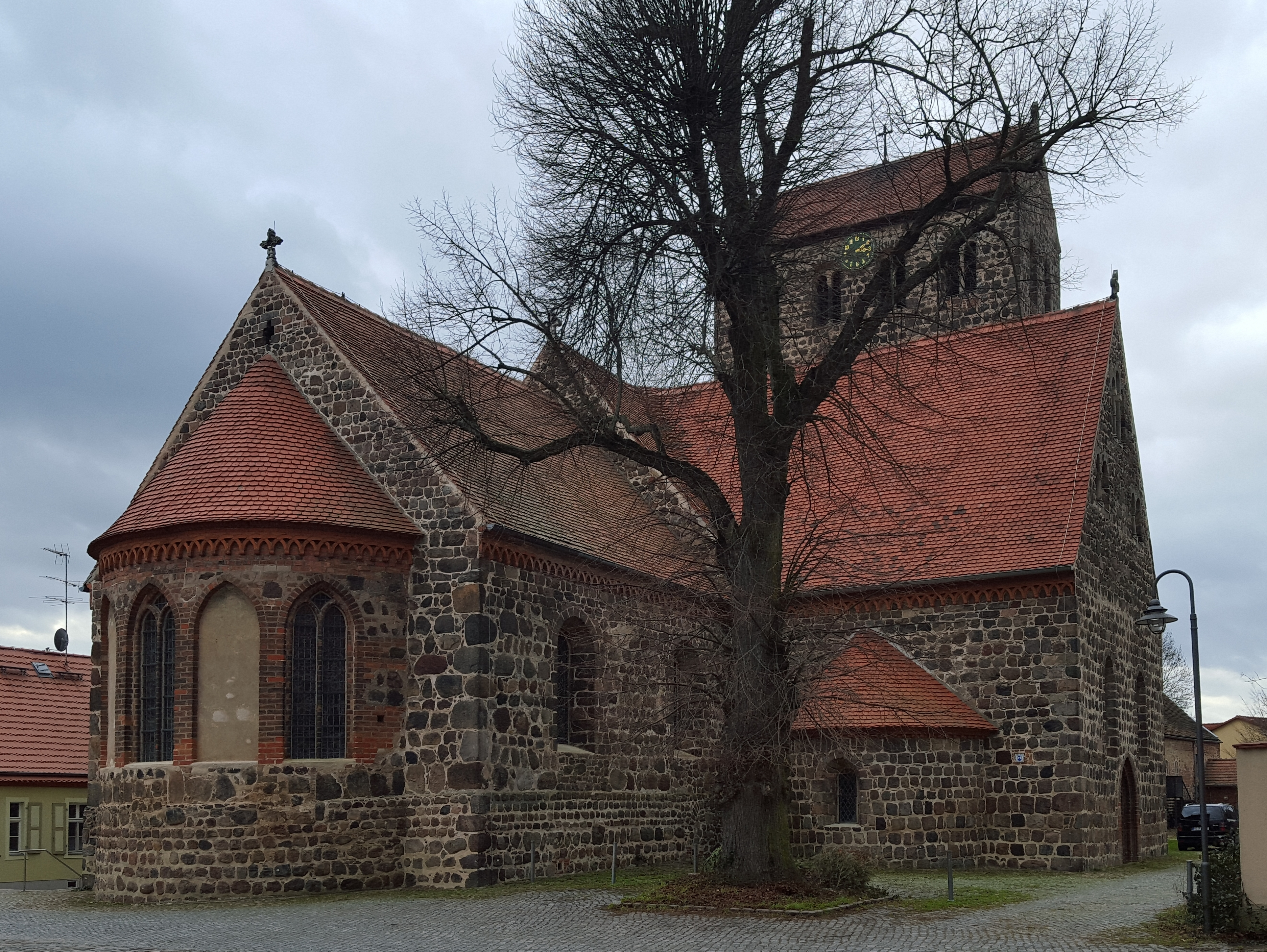
Stadtkirche St. Crucis
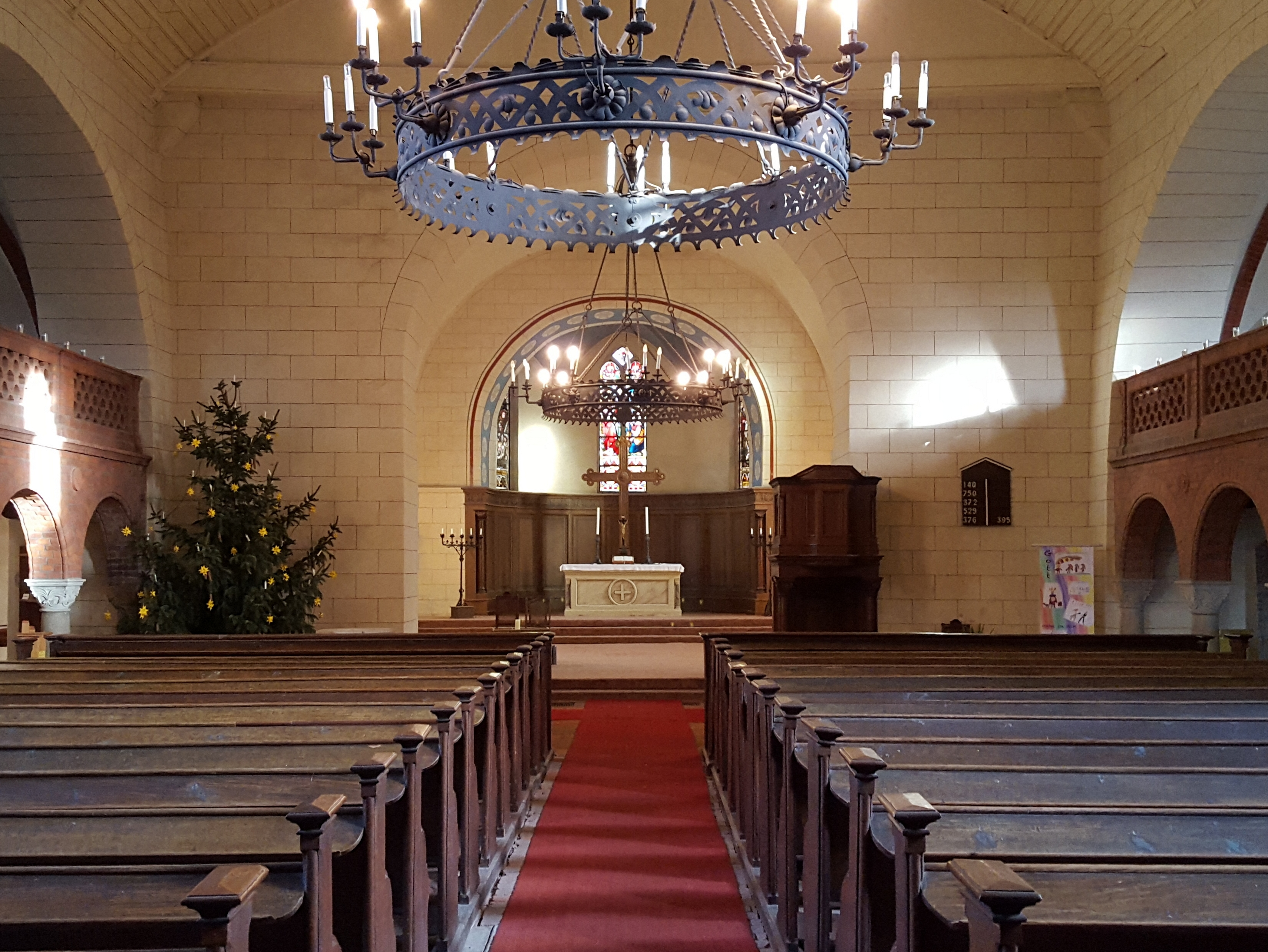
Chor und Apsis
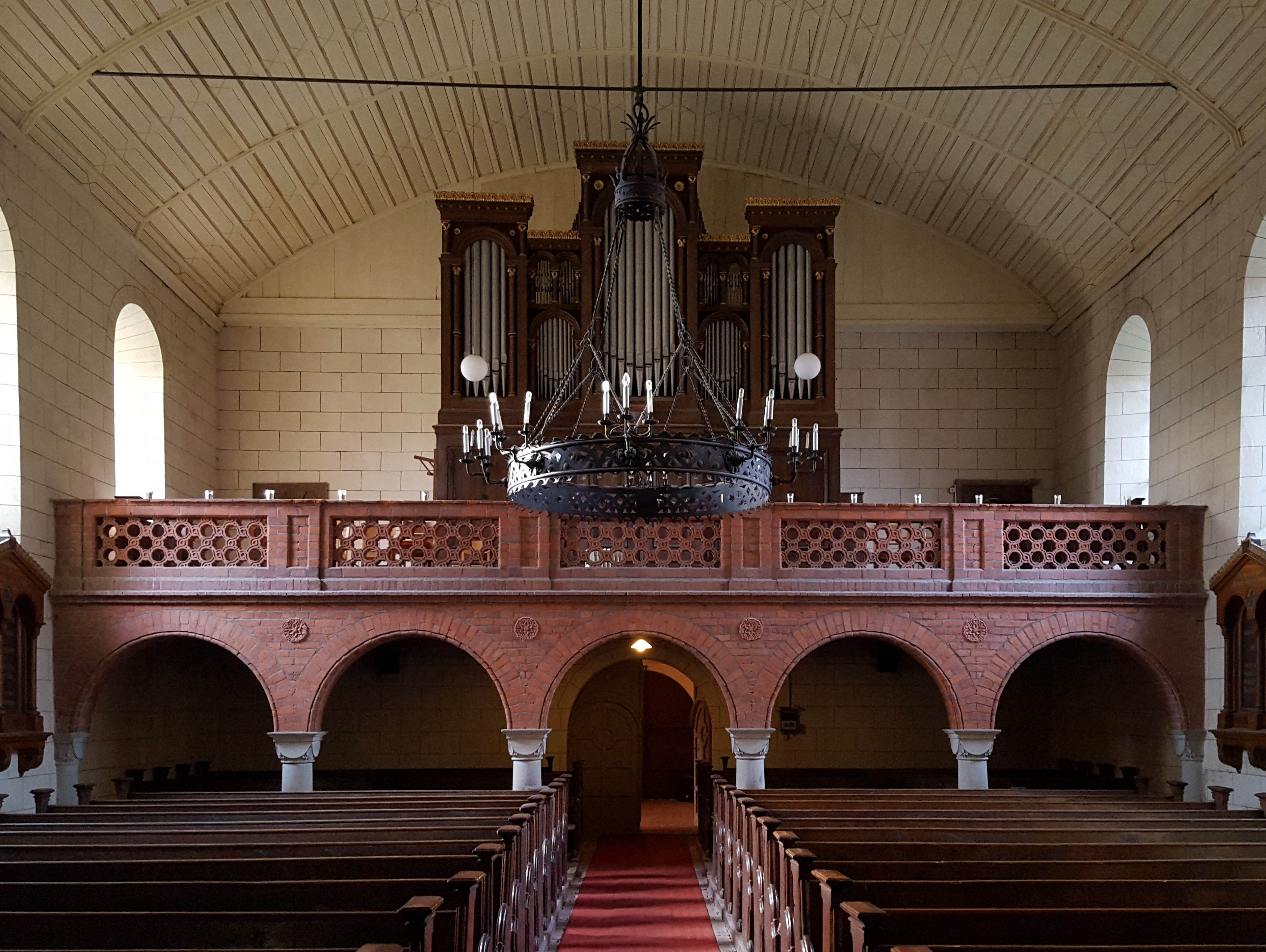
Orgelempore

#### Haus Friedrichs des Großen
Das Gebäude ist im Auftrag König Friedrichs II. vermutlich im Jahr 1775 als königliches Ablagerhaus errichtet worden. Der Baumeister war mutmaßlich der zu der Zeit einzige Baufachmann der Stadt, Maurermeister Wilhelm Blanckenhorn. Das Haus Mühlentor 16 sollte Friedrich II. als auch weiteren königlichen und fürstlichen Herrschaften auf der Durchreise als Quartier dienen. Zum Gebäude gehörten ursprünglich diverse Stallungen und ein Amtsgarten.

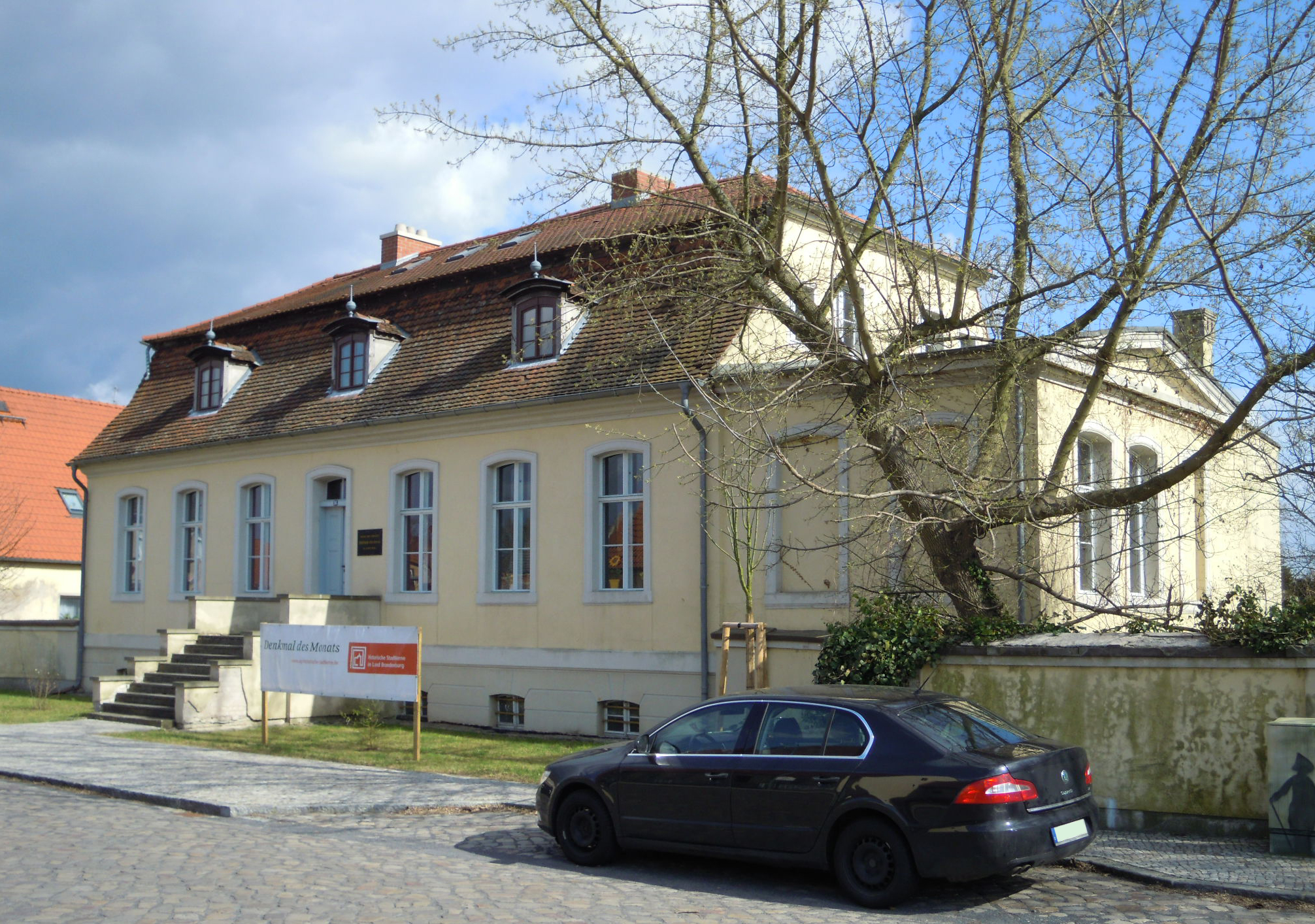
Haus Friedrichs des Großen – Vorderansicht
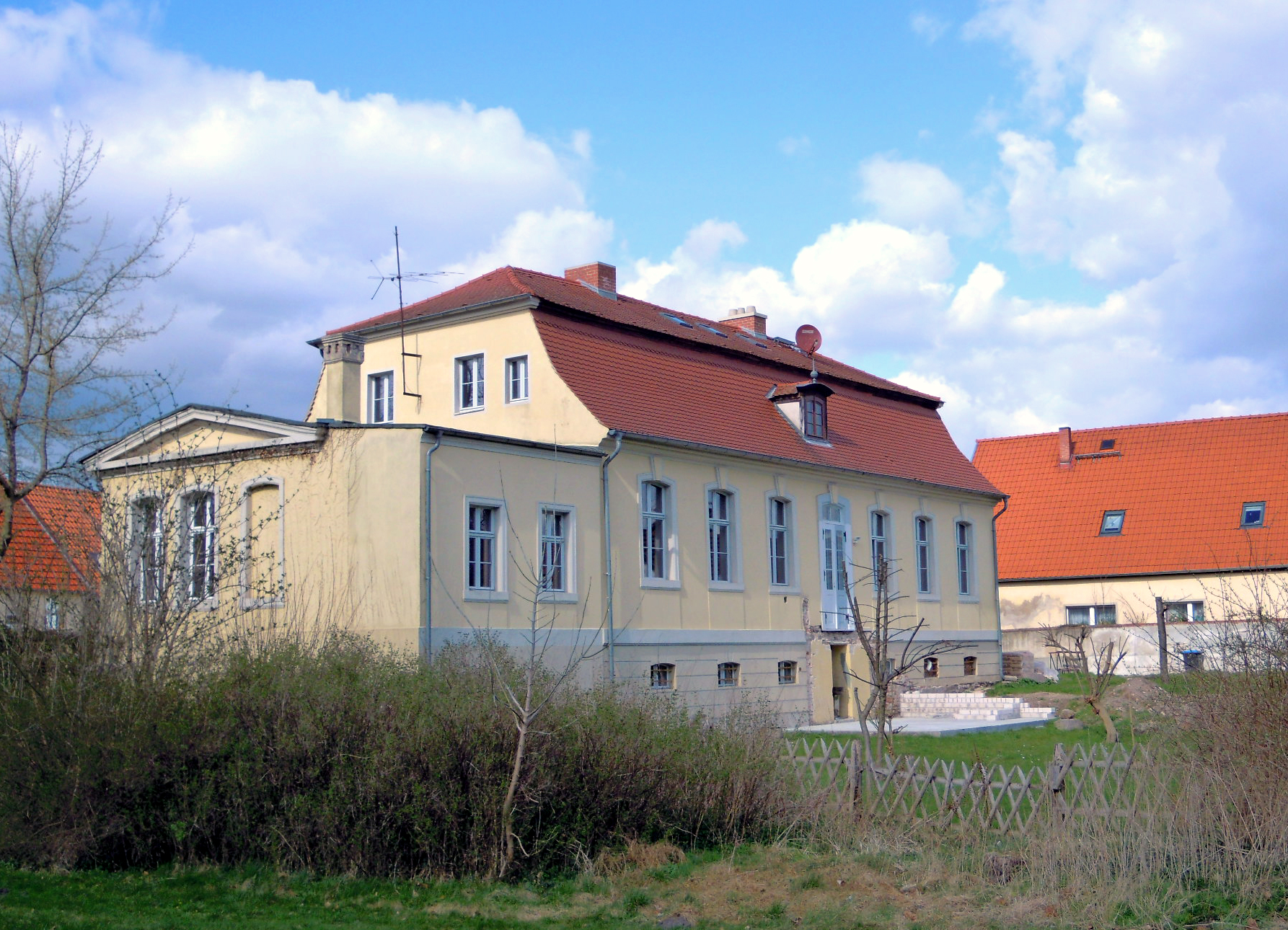
Haus Friedrichs des Großen – Rückansicht

#### Weitere Bauwerke

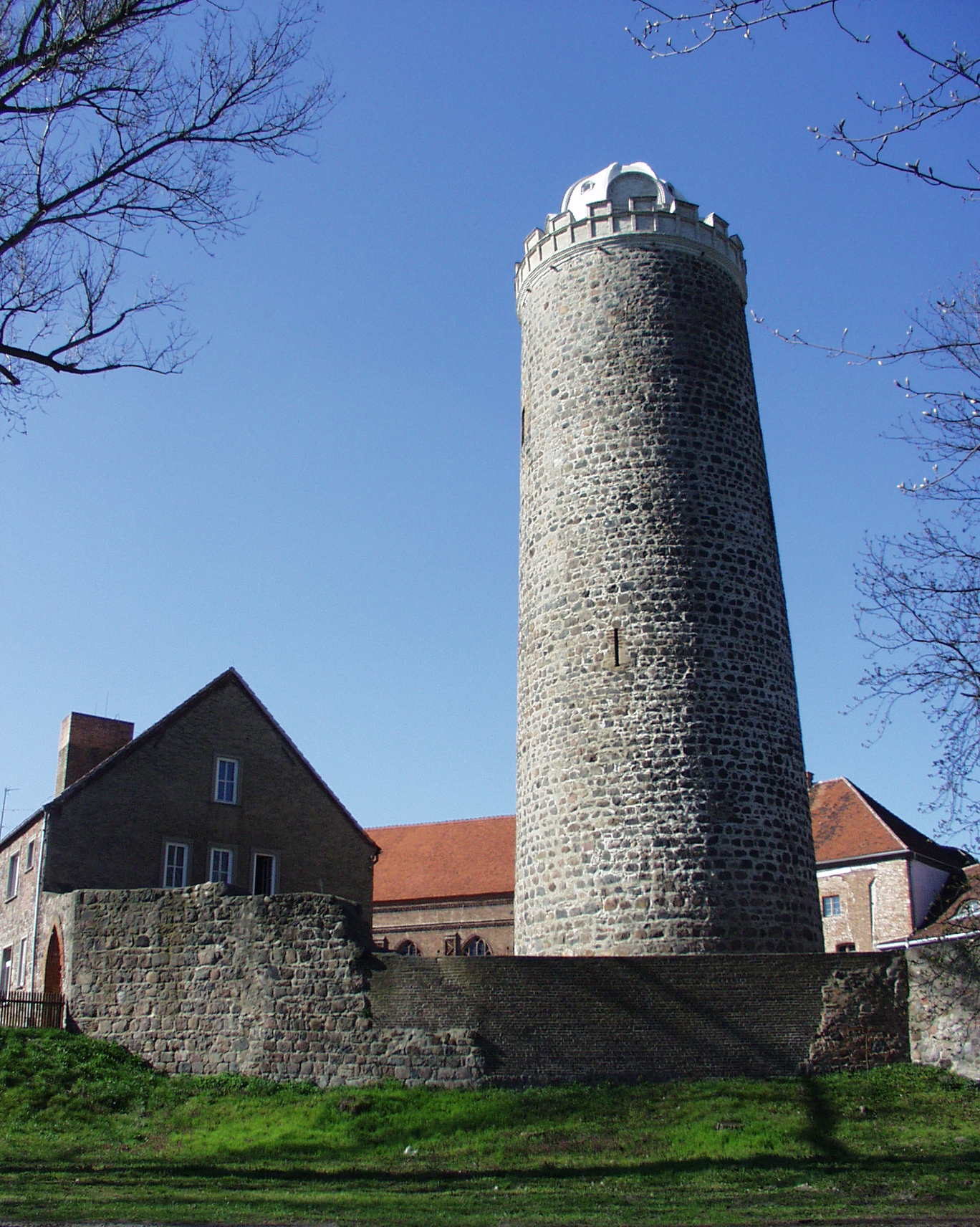
Bergfried der Burg Ziesar

- Burg Ziesar mit Bergfried und Storchenturm und der römisch-katholischen Kapelle St. Peter und Paul
- Dorfkirche Bücknitz, Dorfkirche Köpernitz
- Wohngebäude des Klosters Ziesar
- Breiter Weg Ziesar (historische Marktstraße)
- Bardelebenscher Hof (historisches Fachwerkhaus)
- Alte Feuerwehr (Jugendstilbauwerk)

### Geschichts- und Kulturdenkmale
- Sowjetischer Ehrenfriedhof von 1949/1950 im Park der Burg mit Ehrenmal von 1975/1976 für 31 sowjetische Soldaten und 14 Zwangsarbeiter und deren Kinder
- Denkmal für die Gefallenen der Weltkriege am Frauentor
- Denkmal für Karl Marx am Breiten Weg
- 2016 hat die Künstlergemeinschaft El Vuelo de Bronce (Der Flug der Bronze) am Breiten Weg anlässlich eines internationalen Kunstgießer- und Bildhauersymposiums insgesamt 16 Platten aus Bronze entworfen, die einen Bezug zu Ziesar aufweisen. Die Künstlerin Anna Franziska Schwarzbach gestaltete beispielsweise eine Platte, die an den Reformator Johannes Aepinus erinnert. Der Guss erfolgte im Atelier des am Projekt beteiligten Künstlers Klaus Cenkier.[30]

### Museen und Theater
- Bischofsresidenz Burg Ziesar – Museum für brandenburgische Kirchen- und Kulturgeschichte des Mittelalters und Burgtheater
- Heimatmuseum Ziesar im Bereich der Vorburg
- Krügermühle mit mehreren Ausstellungen

### Schutzgebiete
In den 1990er Jahren wurden die Niederungen des Fiener Bruchs und angrenzende Hochflächen wie Bereiche des Flämings im Rahmen des Natura-2000-Netzes als EU-Vogelschutzgebiet Fiener Bruch ausgewiesen. Das Fiener Bruch ist eines von nur noch drei Brutgebieten der in Deutschland vom Aussterben bedrohten Großtrappen, des schwersten flugfähigen Vogels.
Eine Schachbrettblumenwiese, das einzige Vorkommen östlich der Elbe, ist als Flächennaturdenkmal ausgewiesen.

## Wirtschaft und Infrastruktur

### Wirtschaft
Wassermühlen

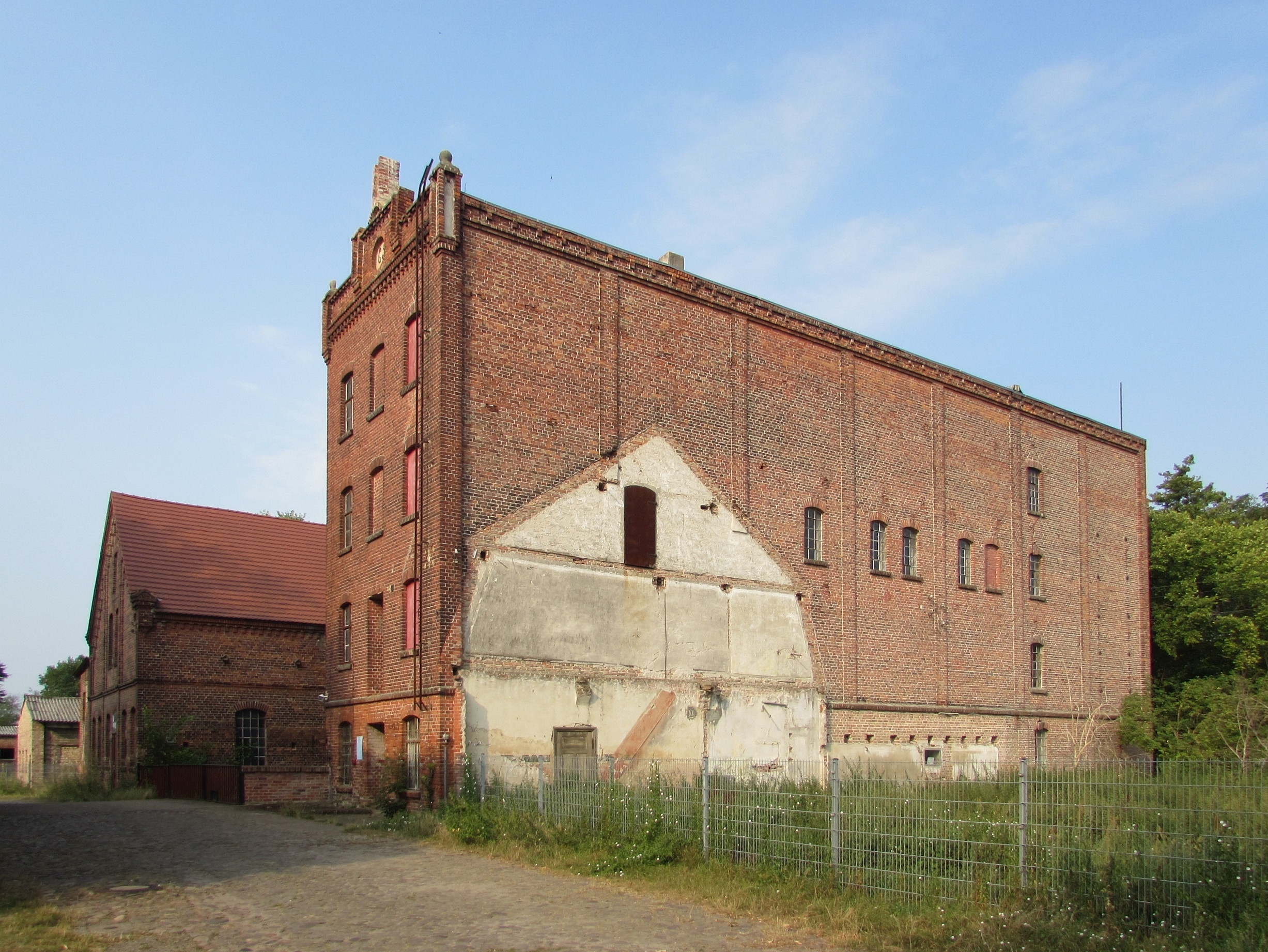
Krügermühle in Bücknitz

Seit dem Mittelalter wurde die Buckau genutzt, Wassermühlen anzutreiben. Zu diesem Zweck wurden an mehreren Stellen Staustufen installiert und Wassermühlen errichtet. Die Buckauer Wassermühlen dienten in erster Linie dem Mahlen von Getreiden. Ihre wirtschaftliche Bedeutung ging mit der weitgehenden Stilllegung der Mühlenanlagen allmählich verloren. Einige Anlagen sind jedoch noch immer funktionstüchtig und in gelegentlichem Einsatz. Die Eulenmühle beispielsweise wird noch hin und wieder und nicht gewerblich als Sägemühle genutzt. Mehrere Wassermühlen der Buckau wurden zu Wasserkraftwerken umfunktioniert und dienen seither der Stromerzeugung. So speisen beispielsweise die Eulenmühle und die Krügermühle Strom in das öffentliche Netz ein. Die Krügermühle beheimatet ein Museum.

### Verkehr

#### Eisenbahn

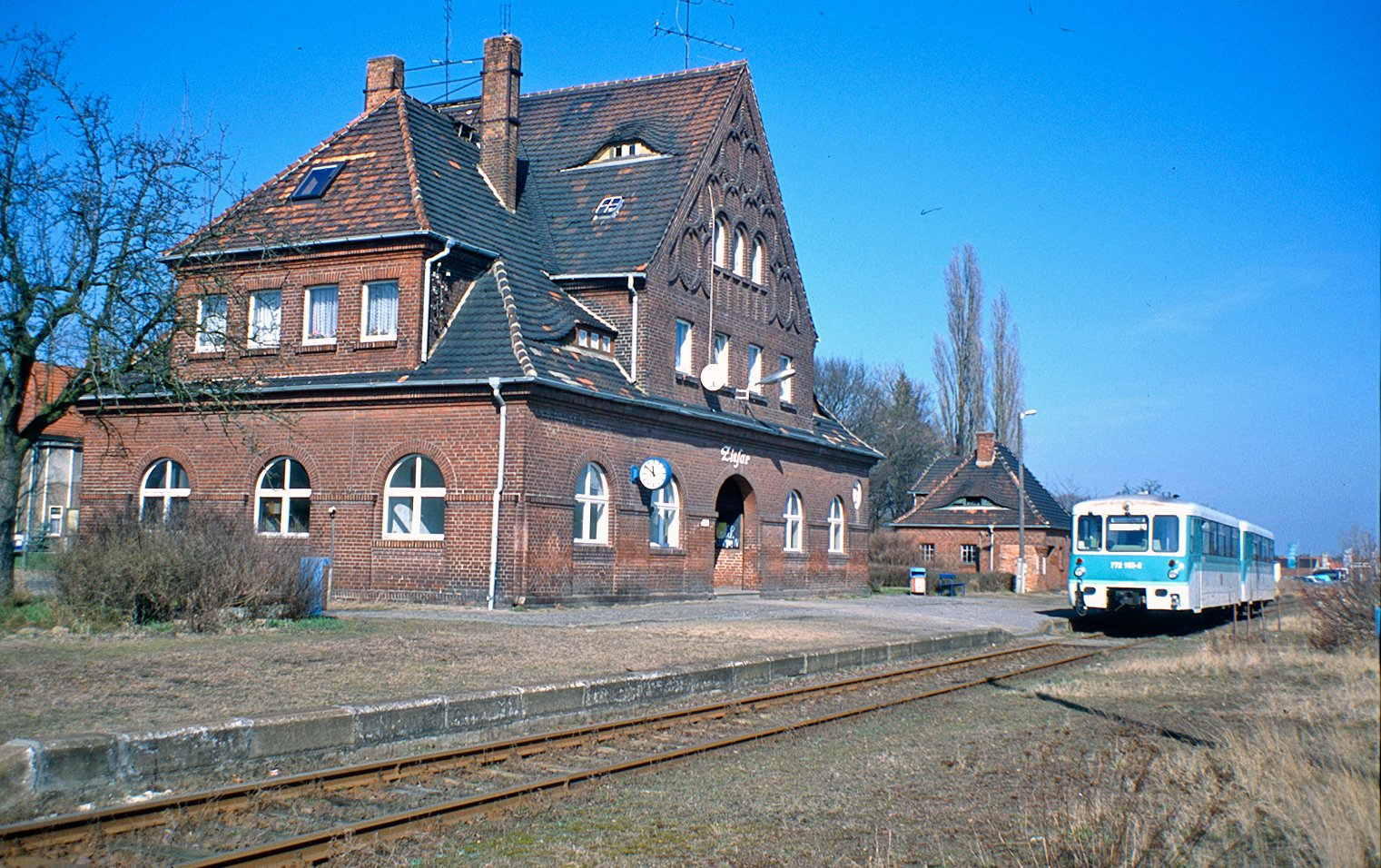
Triebwagen von Ziesar nach Güsen vor dem denkmalgeschützten Bahnhofsgebäude in den 1990er Jahren

Seit 1897 verband eine Schmalspurbahn der Kleinbahnen des Kreises Jerichow I Ziesar mit Burg (bei Magdeburg).
1901 ging eine Verbindung nach Wusterwitz (Abzweig von der Strecke Brandenburg–Magdeburg) in Betrieb, die 1912 nach Görzke verlängert wurde. 1916 ging schließlich die Bahnstrecke Güsen–Ziesar in Betrieb (siehe auch Kleinbahn-AG in Genthin). In diesem Zusammenhang erhielt Ziesar auch einen neuen Hauptbahnhof im Osten der Stadt. Die Schmalspurbahn wurde 1960 eingestellt, die Strecke nach Wusterwitz 1971. Auf der Strecke nach Görzke gab es schon seit 1973 nur noch Güterverkehr, der bis 1994 durchgeführt wurde. Bis 1999 gab es noch Personenverkehr nach Güsen und Güterverkehr zu einem Anschluss in Bücknitz, danach wurden die Strecken stilllegt und weitgehend abgebaut. Auf der Strecke nach Görzke verläuft heute von der Autobahnkreuzung bei Ziesar bis Görzke ein Radweg. Die Gebäude des Schmalspurbahnhofs Ziesar West im Norden der Stadt, des ersten Bahnhofs der Strecke nach Wusterwitz, im Nordosten und des ehemaligen Hauptbahnhofs im Osten der Stadt sind erhalten, die Anlagen des Hauptbahnhofs stehen unter Denkmalschutz, ebenso der nicht mehr genutzte Lokschuppen im südlichen Teil des Bahnhofsgeländes.

#### Straße
An das Netz preußischer Chausseen ist Ziesar seit 1862 angeschlossen. Die Bundesstraße 107 zwischen Genthin und Wiesenburg/Mark sowie die Landesstraße L 93 Ziesar–Brandenburg an der Havel führen durch die Stadt.
1936 wurde die heutige Autobahn A 2 eröffnet, die etwa drei Kilometer südlich an der Stadt vorbeiführt. In der Nähe der Anschlussstelle Ziesar befindet sich die Raststätte Buckautal.

### Bildung
- Thomas-Müntzer-Grundschule
- Thomas Müntzer Ganztags-Oberschule, bis 2008 Gesamtschule mit gymnasialer Oberstufe

## Persönlichkeiten

### Söhne und Töchter der Stadt
- Johannes Aepinus (um 1499–1553), Theologe und kirchenpolitischer Reformator
- Leberecht Cleinow (1701–1762), Pfarrer am Königsberger Dom
- Carl Ludwig von Bardeleben (1722–1787), preußischer Landrat
- Johann Friedrich Wilberg (1766–1846), Pädagoge
- Albert Fischer (1829–1896), evangelischer Pfarrer und Hymnologe
- Paul Schneider (1863–1946), Geheimer Kriegsrat, Landwirt und letzter Privateigentümer der Burg Ziesar von 1917 bis 1945
- Otto Altenkirch (1875–1945), Maler
- Otto Roloff (1886–1941), Politiker (DDP) und Verwaltungsbeamter
- Paul Lemnitz (1892–1974), Geodät
- Günther Dietz (1919–2003), Kunstmaler
- Karl-Heinz Priese (1935–2017), Ägyptologe
- Karsten Schwanke (* 1969), Meteorologe und Fernsehmoderator

### Mit der Stadt verbundene Persönlichkeiten
- Ludwig Schenk von Neindorf († 1347), brandenburgischer Bischof, machte Ziesar zur festen Residenz des Bistums
- Johann von Rohr (1579–1624), 1608 bis 1623 Amtshauptmann in Ziesar
- Johann Friedrich Bollmann (1852–1901), bekanntes Original (Fritze Bollmann). Er arbeitete zwischen 1875 und 1879 zeitweise als Barbier in Ziesar.
- Wilhelm Kuhnert (1865–1926), Maler
- Jens Riechers (* 1964), Rugbynationalspieler, besuchte die Erweiterte Oberschule in Ziesar und lebte vier Jahre im Schulinternat